# Cuchillo de empuje

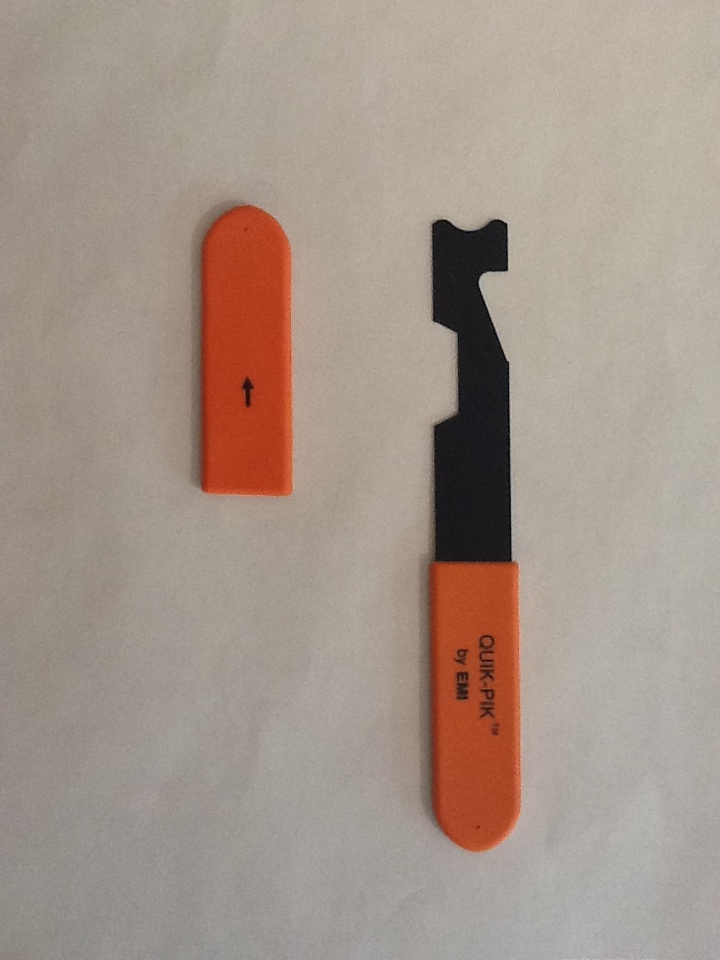
cuchillo de empuje, junio de 2012

Un cuchillo de empuje es una herramienta para entrar por la fuerza utilizada principalmente por los bomberos. Generalmente, consisten en una pequeña pieza semirrígida de acero de calibre 10 con un extremo dentado.  El dispositivo se inserta entre una puerta y el marco de la puerta, por encima del pestillo de resorte en las puertas batientes hacia afuera equipadas con cerraduras con llave en la perilla. La herramienta se tira hacia abajo y hacia afuera, liberando el mecanismo de bloqueo.